# Jack-o'-lantern

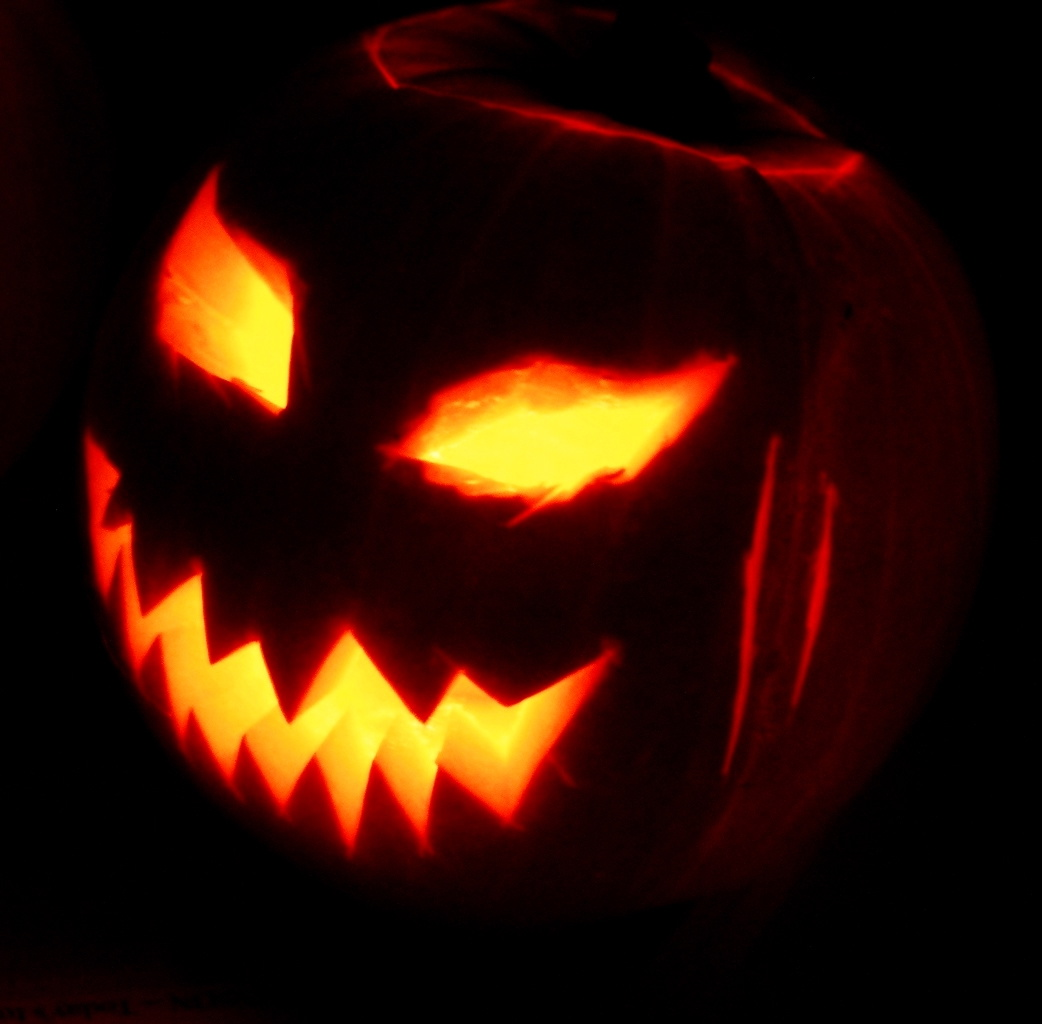
Een jack-o’-Lantern, van binnen verlicht door een kaars

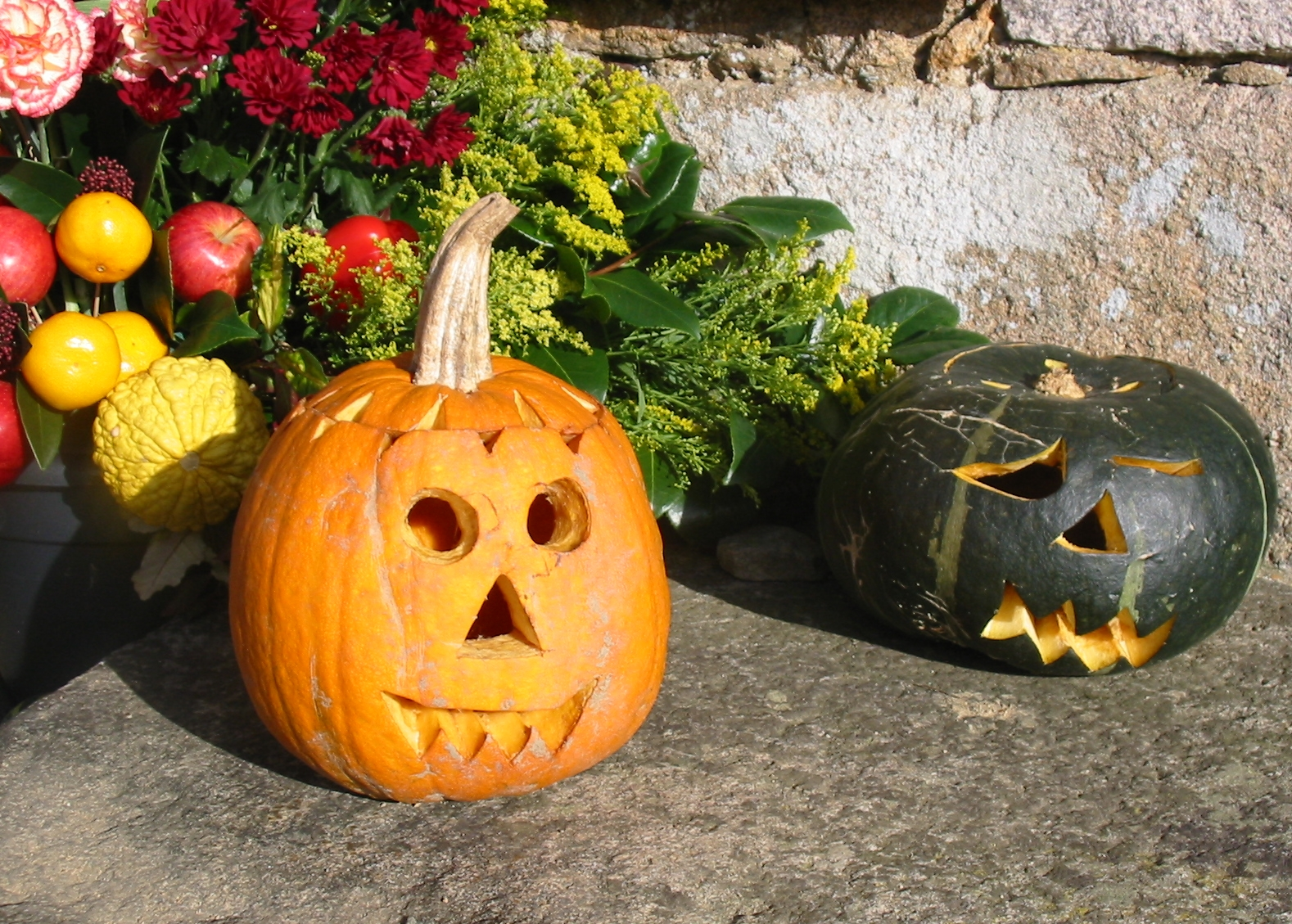
Jack-o’-Lanterns in daglicht

Een jack-o'-lantern (soms ook gespeld als Jack O'Lantern) is een typische decoratie voor Halloween, bestaande uit een uitgeholde pompoen waarin een eng gezicht is gesneden. Deze pompoen kan door er een kaars of lamp in aan te brengen fungeren als lantaarn.
Hoewel de traditie van het maken van dit soort lantaarns wereldwijd bij Halloween hoort, is de naam jack-o’-lantern minder bekend. Vooral in Amerika wordt de naam gehanteerd.

## Oorsprong van de pompoen
De traditie voor het maken van jack-o’-lanterns stamt uit Ierland. 
Er zijn veel verhalen over de oorsprong van de lantaarn. Een van de bekendste is het verhaal over de smid Jack. Op een avond kwam Jack de duivel tegen die hem naar de hel wilde meenemen. Jack wist met een list de duivel in een boom te lokken, en kraste vervolgens een kruisteken in de stam van de boom zodat de duivel de boom niet meer kon verlaten. Pas nadat de duivel Jack had beloofd dat hij nooit naar de hel zou hoeven haalde Jack het kruisteken weg en liet de duivel weer vrij. Toen Jack jaren later stierf mocht hij door zijn slechte levenswandel niet naar de hemel, maar de duivel liet hem ook niet binnen in de hel wegens de gedane belofte. Sinds die tijd doolt de ziel van Jack volgens het verhaal rond over de aarde. De duivel gooide Jack nog wel een gloeiend kooltje achterna toen hij hem wegstuurde bij de hellepoort. Jack stak het kooltje in een knol die hij aan het eten was en kreeg op die manier een lantaarn om zijn weg mee te verlichten. Volgens deze legende is de jack-o'-lantern vernoemd naar de smid uit dit verhaal.
Oorspronkelijk werden knollen gebruikt om de lantaarns te maken, maar naar Amerika geëmigreerde Ieren ontdekten al snel dat de pompoen een stuk geschikter was voor dit doel.

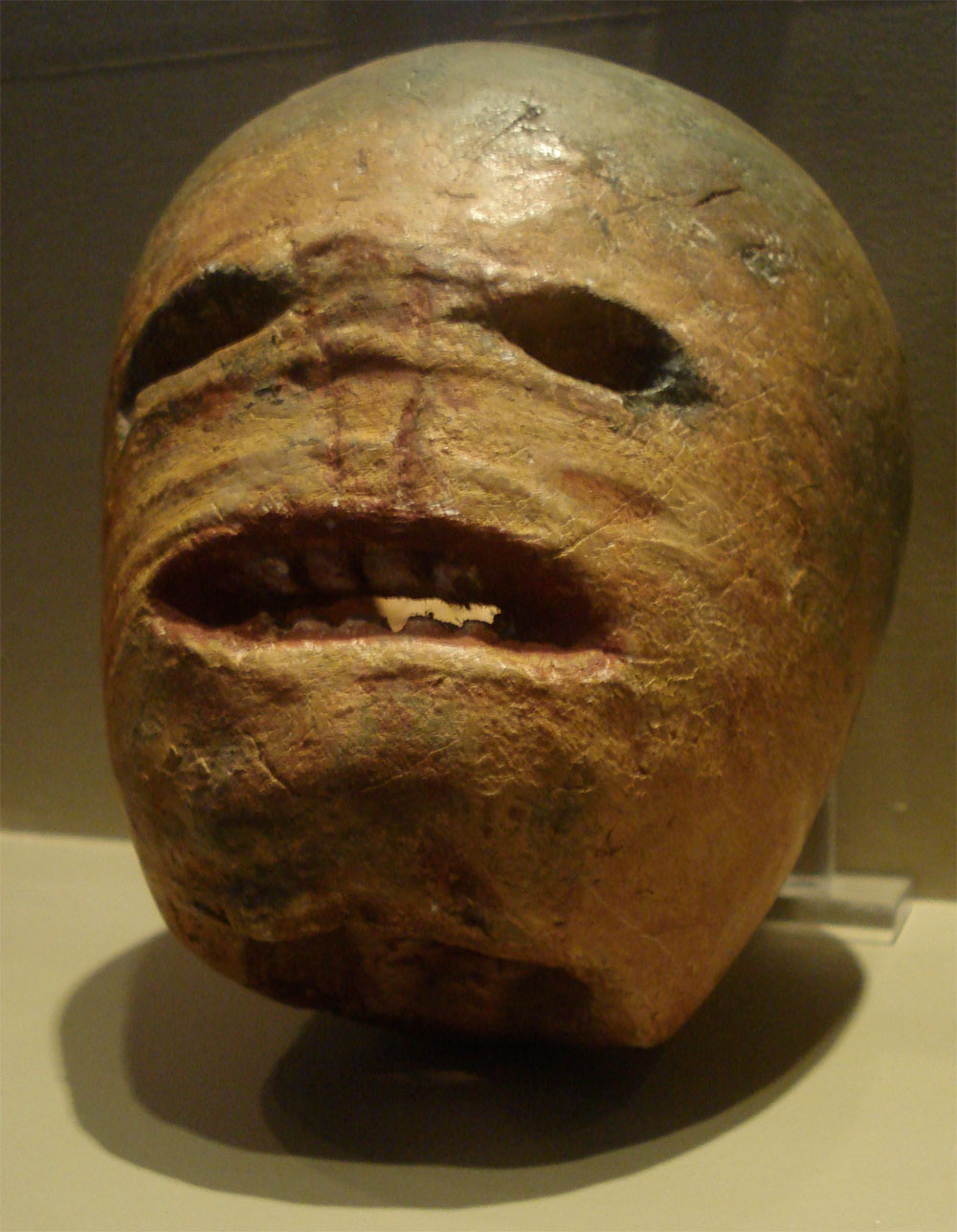
Een traditionele Ierse jack-o’-lantern van begin 20e eeuw, gesneden uit een knol

## Trivia
In De legende van Sleepy Hollow speelt de Jack-o'-lantern een rol.